# Their Happy Honeymoon
Their Happy Honeymoon è un cortometraggio muto del 1915 diretto da  Al Christie.

## Produzione
Il film fu prodotto dalla Nestor Film Company.

## Distribuzione
Distribuito dall'Universal Film Manufacturing Company, il film uscì nelle sale cinematografiche USA il 6 settembre 1915.